# Jeroen Annokkeé
Jeroen Annokkeé (1973) is een Nederlands film- en televisieregisseur. 

## Biografie
Jeroen Annokkeé die aan de Nederlandse Filmacademie studeerde, rondde zijn studie af in 2000 met de film "Tinus en Henkie". Hij heeft daarna gewerkt als regisseur voor TV-commercials en comedy televisie voor bedrijven als Czar, Motel Films en IJswater. Hij won voor zijn commercials diverse prijzen waaronder de Gouden Loekie 2005 en Gouden Loekie 2010 .
Sinds 2015 werkt Jeroen Annokkeé samen met producer Robbert Aschermann onder de naam Annomann. Daarvoor werkten ze al meer dan tien jaar samen als regie- en productie-duo en wonnen samen diverse internationale prijzen.

## Prijzen
- 2000 - Tuschinski Award
- 2004 - Melies d'Argent
- 2005 - Gouden Loekie
- 2010 - Gouden Loekie
- 2010 - ADCN - Director's Award
- 2011 - ADCN - Director's Award
- 2011 - Zilveren Krulstaart
- 2011 - Prix du Rire Fernand Raynaud, Clermont Ferrand[6]
- 2011 - Audience Award International, Clermont Ferrand
- 2011 - Film Festival Emden

The Ostfriesischer Kurzfilmpreis der VGH, Best short film
- 2011 - Salento Finibus Terrae

-The best  direction in the section short very short
-Bert Hana – Best main actor
- 2011 - Lenola filmfestival

1st price international competition & Best Screenwriter 
- 2011 - Mas Sorrer festival in Spanje

Audience price
- 2011 - Couchfestfilms

Coveted Silver Couch Award
- 2011 - 7th edition of Paris Courts Devant’ festival

Public prize
- 2011 - The 16th OUrense Film Festival

-Special Mention of the Jury at Short Film Competition
-Audience award for best short movie
- 2011 - CARACAS, VENEZUELA (CHORTS INTERNATIONAL SHORT FILM FESTIVAL)

Best fiction short film 
- 2011 - Brest European Short Film Festival

Audience award
- 2011 - Melies d'Or (best European short)
- 2014 - ADCN - Director's Award

## Filmografie

### Film
- 2000 - Tinus en Henkie
- 2002 - Roadkill[7]
- 2010 - Suiker (samen met scenarist Dennis van de Ven)[8]

### Televisie
- 2006 - Nieuw Dier
- 2014 - Eddy & Coby[9]
- 2019 - 2021 - Draadstaal (First Dates)